# 城巴82S線
城巴82S線是一條香港島上課日晨早特別路線，由小西灣（藍灣半島）單向開往耀東（惠亨街），以及由耀東（筲箕灣廣場）單向開往小西灣（藍灣半島）。

## 歷史
- 2000年6月19日：本線前身84S線投入服務，作為新巴84線改道不經柴灣道的替代服務，屬後者的特別班次，在逢星期一至六上課日的上學時間提供服務。
- 2001年7月22日：位於小西灣的總站由小西灣邨遷往藍灣半島。
- 2005年1月9日：因為84線取消，84S線改編為新巴84M線的特別班次，但服務完全不變。
- 2006年12月9日：因星期六客量稀少，取消星期六服務。
- 2010年9月1日：由於84M線於8月23日取消，因此84S線改為新巴82線輔助線，編號相應更改為82S線，服務不變。因84M取消時正值暑假暫停服務，因此上述改動於9月1日開學日學校路線重新運作當日生效，最後一班以84S名義開出的班次已於2010年7月9日開出。
- 2018年9月10日：增設實時抵站時間查詢服務。
- 2023年7月1日：因應城巴新巴專營權合併，本線改由城巴經營。

## 服務時間及班次
- 星期一至五上課日：
  - 小西灣（藍灣半島）開：06:45、07:10
  - 耀東（筲箕灣天悅廣場）開：06:50、07:10、07:40

星期六、日、公眾假期及學校假期不設服務

## 收費
全程：$5.2
| - 本線設有12歲以下小童及65歲或以上長者半價優惠。 - 65歲或以上香港居民使用「樂悠咭」，以及12歲以下合資格殘疾兒童使用「殘疾人士身份」個人八達通繳付車資，均可享有每程$2.0或半價（以較低者為準）的票價優惠；12至64歲合資格殘疾人士使用「殘疾人士身份」個人八達通（包括「樂悠咭」），以及60至64歲香港居民使用「樂悠咭」繳付車資，均可享有每程$2.0或全費（以較低者為準）的票價優惠。 - 65歲或以上長者如使用長者或一般個人八達通繳付車資，則只可享有半價優惠；12至64歲合資格殘疾人士如不使用「殘疾人士身份」個人八達通，以及60至64歲人士如不使用「樂悠咭」繳付車資，必須繳付全費。 - 乘客可以現金或八達通於上車時付款，不設找續。 - 每位成人乘客可免費攜帶最多兩名4歲以下而不佔座位的兒童乘客乘車，超額之4歲以下小童必須繳付小童車費乘車。 - 九龍巴士、城巴及龍運巴士全職員工及家屬（不包括外判職員）可免費乘搭本路線，惟必須拍職員或職員家屬八達通。 - 乘客亦可使用AlipayHK「易乘碼」、支付寶、WeChatHK／微信支付「搭車碼」、銀聯雲閃付「乘車碼」及BOC Pay「乘車碼」、具有感應式支付功能的VISA、Mastercard及銀聯卡，以及Apple Pay、Google Pay及Samsung Pay流動支付平台繳付車資。使用此支付方式的乘客可享有中途下車之分段收費，以及與其他城巴獨營路線或聯營線城巴班次之轉乘優惠，惟不適用於與非城巴路線之轉乘優惠。乘客亦不能享有「公共交通費用補貼計劃」及「長者及合資格殘疾人士公共交通票價優惠計劃」。 |

## 使用車輛
本線主要使用亞歷山大丹尼士Enviro 500 11.3米（40XX）及Neoplan Centroliner（60XX）行走。

## 行車路線
小西灣（藍灣半島）開經：小西灣道、小西灣邨巴士總站、小西灣道、柴灣道、環翠道、柴灣道、筲箕灣道、新成街、耀興道及惠亨街。 
耀東（筲箕灣廣場）開經：耀興道、惠亨街、太樂街、太康街、鯉景道、太安街、筲箕灣道、柴灣道、環翠道、柴灣道及小西灣道。

### 沿線車站

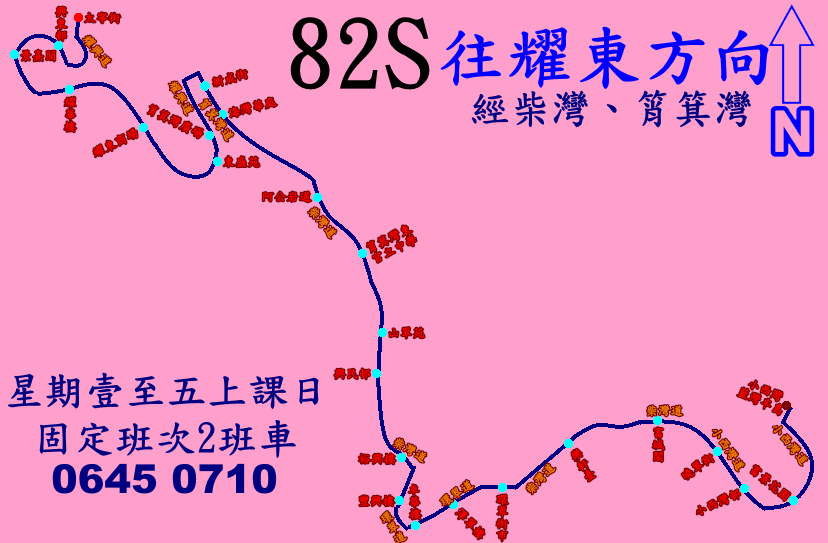
此線往耀東方向的走線圖

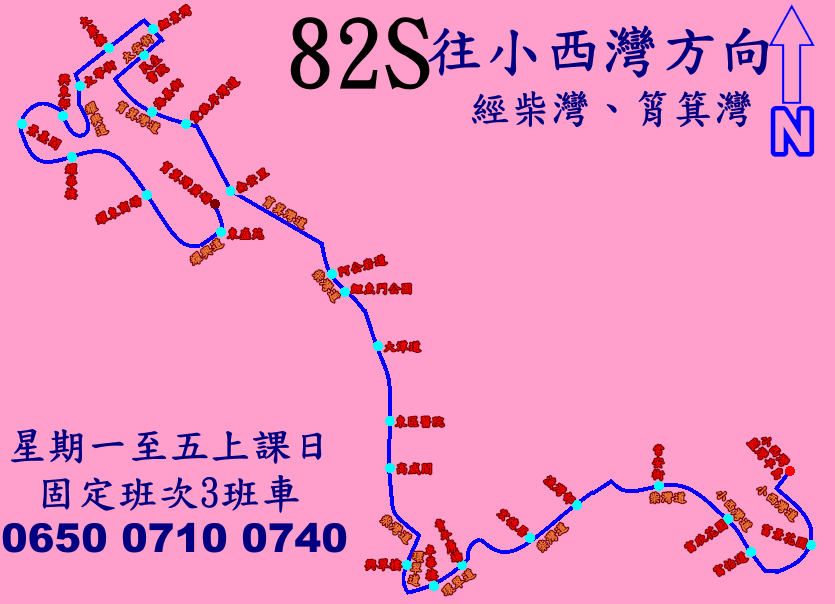
此線往小西灣方向的走線圖

| 小西灣（藍灣半島）開 | 小西灣（藍灣半島）開 | 小西灣（藍灣半島）開             | 耀東（筲箕灣廣場）開 | 耀東（筲箕灣廣場）開 | 耀東（筲箕灣廣場）開 |
| 序號                 | 車站名稱             | 位置                             | 車站                 | 車站名稱             | 位置                 |
| -------------------- | -------------------- | -------------------------------- | -------------------- | -------------------- | -------------------- |
| 1                    | 小西灣（藍灣半島）   | 小西灣（藍灣半島）公共運輸交匯處 | 1                    | 筲箕灣廣場           | 耀興道               |
| 2                    | 富景花園             | 小西灣道                         | 2                    | 東盛苑               | 耀興道               |
| 3                    | 小西灣邨             | 小西灣邨巴士總站                 | 3                    | 耀東邨耀明樓         | 耀興道               |
| 4                    | 曉翠街               | 小西灣道                         | 4                    | 耀東商場             | 耀興道               |
| 5                    | 富城閣               | 柴灣道                           | 5                    | 耀東邨耀華樓         | 耀興道               |
| 6                    | 樂軒臺               | 柴灣道                           | 6                    | 東熹苑景熹閣         | 耀興道               |
| 7                    | 環翠商場             | 柴灣道                           | 7                    | 興東邨               | 耀興道               |
| 8                    | 環翠邨澤翠樓         | 環翠道                           | 8                    | 太寧街               | 惠亨街               |
| 9                    | 興華邨卓華樓         | 環翠道                           | 9                    | 太康樓               | 太康街               |
| 10                   | 興華邨豐興樓         | 環翠道                           | 10                   | 鯉景灣               | 鯉景道               |
| 11                   | 興華邨裕興樓         | 柴灣道                           | 11                   | 港島民生書院         | 太安街               |
| 12                   | 興民邨               | 柴灣道                           | 12                   | 海晏街               | 筲箕灣道             |
| 13                   | 山翠苑               | 柴灣道                           | 13                   | 愛秩序灣道           | 筲箕灣道             |
| 14                   | 筲箕灣官立中學       | 柴灣道                           | 14                   | 南安里               | 筲箕灣道             |
| 15                   | 阿公岩道             | 柴灣道                           | 15                   | 阿公岩道             | 柴灣道               |
| 16                   | 海灣華庭             | 筲箕灣道                         | 16                   | 鯉魚門公園           | 柴灣道               |
| 17                   | 新成街               | 筲箕灣道                         | 17                   | 大潭道               | 柴灣道               |
| 18                   | 筲箕灣廣場           | 耀興道                           | 18                   | 東區醫院             | 柴灣道               |
| 19                   | 東盛苑               | 耀興道                           | 19                   | 高威閣               | 柴灣道               |
| 20                   | 耀東邨耀明樓         | 耀興道                           | 20                   | 興華邨興翠樓         | 環翠道               |
| 21                   | 耀東商場             | 耀興道                           | 21                   | 興華邨卓華樓         | 環翠道               |
| 22                   | 耀東邨耀華樓         | 耀興道                           | 22                   | 青年廣場             | 環翠道               |
| 23                   | 東熹苑景熹閣         | 耀興道                           | 23                   | 宏德居               | 柴灣道               |
| 24                   | 興東邨               | 耀興道                           | 24                   | 漁灣邨               | 柴灣道               |
| 25                   | 太寧街               | 惠亨街                           | 25                   | 常安街               | 柴灣道               |
|                      |                      |                                  | 26                   | 富欣花園             | 小西灣道             |
| 27                   | 富怡道               |                                  |                      |                      | 小西灣道             |
| 28                   | 富景花園             |                                  |                      |                      | 小西灣道             |
| 29                   | 小西灣（藍灣半島）   | 小西灣（藍灣半島）公共運輸交匯處 |                      |                      |                      |

## 外部連結
- 新巴官方網站82S線資料（PDF乳豬紙版） （页面存档备份，存于）